# Wizard (banda)
Wizard é uma banda Alemã de power metal formada em 1989 por Sören van Heek em Bocholt

## História
A banda é freqüentemente chamado de "a resposta alemã ao Manowar" devido às suas semelhanças tanto no estilo quanto nas letras: o que muitas vezes toma a temática de batalhas, guerra de espadas, magia etc. (Com exceção de Odin e Thor, que são álbuns conceituais sobre a mitologia nórdica).
Sua primeira demo independente saiu em 1991 e recebeu o nome de "Legion of Doom".
Em 2003 o guitarrista de longa data Michael Maass sai da banda devido a problemas de saúde. Eles tem um novo guitarrista, Dano Boland, no início de 2004.
Em 2006 a banda deixou a gravadora Limb Music depois de quatro álbuns e se juntou à um pouco maior Massacre Records com um novo álbum em mente para ser lançado em 27 de janeiro de 2007, intitulado Goochan. Em 18 de maio de 2007, Michael Maass voltou para a banda depois de uma pausa de quatro anos.
Em 2011 a banda lança o álbum intitulado ...Of Wariwulfs and Bloutvarwes.
No dia 16 de junho é lançado através do selo Massacre Records o décimo primeiro álbum da banda, Fallen Kings, mixado e masterizado por Achim Köhler.

## Integrantes
- Sven D'Anna - Vocal (1989-)
- Dano Boland -Guitarra (2004-)
- Michael Maass - Guitarra (1989–2003, 2007-)
- Volker Leson - Baixo (1989-)
- Sören van Heek (Snoppi) - bateria (1989-)

## Álbuns
- Son of Darkness (1995)
- Battle of Metal (1997)
- Bound By Metal (1999)
- Head of The Deceiver (2001)
- Odin (2003)
- Magic Circle (2005)
- Goochan (2007)
- Thor (2009)
- Of Wariwulfs and Bluotvarwes (2011)
- Trail Of Death (2013)
- Fallen Kings (2017)̈